# 牛島康介
牛島 康介（うしじま こうすけ、9月30日 - ）は、日本のカメラマン。福岡県福岡市出身。MASH management所属。
モデルや俳優として活動したのち、東京写真学園へ入学。
現在は音楽とポートレート中心に、CDジャケットやライブ撮影、広告、エディトリアルなどで活動。

## 来歴
福岡大学法学部法律学科卒業。
公益社団法人日本広告写真家協会 APAアワード2016 広告作品部門入選。
2020年4月より学校法人原宿学園東京デザイン専門学校にて非常勤講師を務める。

## 人物
モデル時代にはMr.Childrenのミュージックビデオに出演していた経歴がある。
CUBERSとは関わりが深く、デビュー前からずっと撮影を行っている。

## 主な撮影アーティスト
- CUBERS
- 井上苑子
- LINDBERG
- SCREEN mode
- 仮面ライダーGIRLS
- TWiNPARADOX
- Super Break Dawn
- Stereo Tokyo

## 主な撮影雑誌
- 玄光社「フォトテクニックデジタル」 2020年1月号 逢田梨香子 表紙巻頭撮影[6]
- モーターマガジン社「月刊カメラマン」 2020年1月号 カメラマン最前線にて7ページ密着取材を受ける。[7]
- KADOKAWA「VOICEnewtype」
- 玄光社「CM NOW」

他

## 写真展
フォトテクニックデジタル「6人の中島由貴 Philosophy」展
オリンパスプラザ東京 クリエイティブウォール
2019年4月12日(金)～4月17日(水)